# Università di Berna
L'Università di Berna è l'università della capitale svizzera Berna. È stata fondata nel 1834 come una delle università di lingua tedesca in Svizzera, il suo nome ufficiale è Universität Bern anche se è spesso pronunciata nella forma francese, Université de Berne. L'università è disciplinata e finanziata dal cantone di Berna, è divisa in otto facoltà e 150 istituti.

## Dipartimenti
L'università consta dei seguenti dipartimenti:
- Teologia Cristiana Chiese riformate e Chiesa vetero-cattolica
- Legge
- Medicina
- Medicina veterinaria
- Economia e studi Sociali
- Studi storico-filosofici
- Studi scientifici-filosofici
- Studi umanistici-filosofici

La facoltà di teologia ha il minor numero di studenti, mentre la facoltà storica-filosofica ha il maggior numero di studenti.

## Sedi
Gli edifici dell'Università sono distribuiti in tutta Berna, ma la maggior parte attorno Länggass street, in una zona immediatamente a nord-ovest del centro della città. Un ascensore dalla stazione ferroviaria centrale permette di accedere direttamente alla terrazza di fronte al principale edificio amministrativo. La facoltà di teologia e parti della facoltà storica-filosofica hanno sede in una vecchia fabbrica di cioccolato come edificio principale (la cosiddetta "Unitobler") e nel 2005 il vecchio ospedale femminile è stato ricostruito come un centro universitario ("UniS").